# Гастровски, Ханс
Ханс Гастро́вски (англ. Huns Gustrowsky) — американский кёрлингист.
В составе мужской сборной США участник двух чемпионатов мира (лучшее занятое место — бронзовые медали в 1986). Двукратный Чемпион США среди мужчин.
Играет в основном на позициях первого и второго.
В 1988—1990 был президентом Ассоциации кёрлинга штата Висконсин (англ. Wisconsin State Curling Association).

## Достижения
- Чемпионат мира по кёрлингу среди мужчин: бронза (1986).
- Чемпионат США по кёрлингу среди мужчин: золото (1982).

## Команды
| Сезон   | Четвёртый  | Третий        | Второй          | Первый          | Запасной            | Турниры                       |
| ------- | ---------- | ------------- | --------------- | --------------- | ------------------- | ----------------------------- |
| 1981—82 | Стив Браун | Эд Шеффилд    | Ханс Гастровски | Джордж Годфри   | тренер: Elgie Noble | ЧСША 1982 · ЧМ 1982 (9 место) |
| 1984—85 | Стив Браун | Джефф Гудленд | Джордж Годфри   | Ханс Гастровски |                     | [ 4 ]                         |
| 1985—86 | Стив Браун | Уолли Генри   | Джордж Годфри   | Ричард Маскел   | Ханс Гастровски     | ЧМ 1986                       |

(скипы выделены полужирным шрифтом)